# Cryptolechia argillea
Cryptolechia argillea is een vlinder uit de familie van de sikkelmotten (Oecophoridae). De wetenschappelijke naam van de soort is voor het eerst geldig gepubliceerd in 1927 door Turner.